# 木客鸟
木客鸟是传说的妖鸟名，南朝梁任昉《述异记》的“木客鸟” ,一说是后来刘锡蕃《岭表纪蛮》的“木僚” ,在江西、安徽和浙江境内亦有木客族。木客另指伐木工人，不论“是木客化为此鸟也” ,还是“鸟名木客” ,或是把山都称为“鸟都” ,都冠以鸟为名。

## 记载
《述异记》卢陵有木客鸟，大如鹊，千百为群，不与众鸟相厕。俗云，是古之木客化作。
《南康记》山间有木客，形骸皆人也，但鸟爪耳。巢于高树。一名山精。
明‧邝露《赤雅》予家罗浮有鸟，各为一色，五色毕集，必兆嘉客，鸟名木客。

## 延伸阅读
[在维基数据编辑]
 《欽定古今圖書集成·博物彙編·禽蟲典·木客鳥部》，出自陈梦雷《古今圖書集成》